# Мери Најтингејл
Мери Најтингејл (рођена 26. маја 1963. године) британска је спикерка и телевизијска водитељка, најпознатија као водитељка вести на каналу ITV. Године 2011. на ITV-у је водила кулинарску емисију Најбоље британско јело.
Два пута је као водитељка вечерњих вести на ITV-у добила награду Television & Radio Industries Club Awards за спикерку године.
Године 2000. удала се за Пола Феника са којим има двоје деце.

## Каријера
Мери Најтингејл је рођена у Скарбороу у Јоркширу 26. маја 1963. Завршила је ексетерску школу Свете Маргаретер и колеџ Краљ Едвард VI у Девону. Основне студије је завршила на колеџу Бедфорд на Универзитету у Лондону.
Као водитељка је почела да ради 1994. на Светском пословном сателиту за телевизију ТВ Токио, када је водила јутарње финансијске програме за Ројтерс, а затим је радила на емисији Светски пословни извештај за Би-Би-Си свет. У својим емисијама је разговарала са познатим економским аналитичарима и економистима.
Била је једна од водитеља емисија Карлтонова земља (Carlton Country) и Празнични програм на Би-Би-Си 1, као Лондонских вести после 5. Са Аластером Стјуартом радила је на корпоративној мрежи Лондон вечерас, a сама је радила на емисији Лондон данас.
Године 1999. запослила се на ITV-у. Водила је емисије:
- Желела бих да си овде...? (Wish You Were Here...?), од 1999. до 2000
- Заиста добар кулинарски шоу (The Really Good Food Show)
- Ја-шпијун (I-Spy)
- Најтраженији (Most Wanted)
- Ratrap
- ITV вести у 6:30 (ITV News at 6:30), 2001.
- ITV вести у 1:30 (ITV News at 1:30), повремено
- ITV вести викендом (ITV News weekend), повремено
- ITV вести у 10 (ITV News at 10), повремено
- Тајни празници (Holidays Undercover), 2006. године
- Девојка која ће постати краљица (The Girl Who Would be Queen), 2007. године
- Дајана - Служба захвалности (Diana - A Service of Thanksgiving), 2007. године
- Најбоље британско јело (Britain's Best Dish), 2011. године

На телевизији ITV је извештавала са номинација за БАФТЕ, о току избора 2010, о гласинама о краљичиној смрти, из Вестминстерске опатије за време краљевског венчања војводе и војвоткиње од Кембриџа 2012. (Вилијам и Кејт ,William & Kate: The South Seas Tour), извештавала је са Светског првенства у скијању и Светског купа у рагбију.